# Лукавці
Лукавці (до 2005 — Луківці) — село у Берегометській селищній громаді Вижницького району Чернівецької області України. Засноване 1428 року.
Згідно з рішенням Верховної Ради України № 2372-IV від 20 січня 2005 року селу повернуто історичну назву Лукавці.

## Географія
Село Лукавці розкинулося по обидва боки річки Сірет, розташоване між селами Жадова і Берегомет.

## Історія
Про село існує стара легенда: Дуже давно в цей край перебралася заможна шляхетна родина. Був у них син Стан. Вирішили вони поселитися в цих місцях, для чого наймали людей розробляти ліси, доглядати за худобою та для різних домашніх робіт. Серед них була вродлива туркеня Хідра. Стан закохався в красуню, однак благословення на шлюб їм родина не давала. Отож вирішили двоє закоханих покинути батьків і полюбивши місцину на березі однієї з річок, заснували свій маєток. В сім'ї народилося двоє дітей: Левко та Одарка. Одного разу під час прогулянки Хідра пішла до річки напитися, бо день був спекотний, але так і не повернулася. Довго шукав Стан свою кохану, вигукуючи: «Де ти, моя Хідро?». Річку Стан назвав Міхідрою з притокою Міходеркою на честь доньки Одарки. Синові Левкові віддав частину села, яку назвали Левково, а саме село залишило назву Лукавці, оскільки Стан був з роду Лукавецьких.
Село Лукавці - один з найстаріших населених пунктів Буковини. Перша писемна згадка про село датується 16 лютого 1428 року. Перші люди почали жити тут приблизно п'ять-шість тисяч років тому.
Територія нашого села, як і весь край, з IX століття входила до складу Київської Русі. Коли велика держава почала розпадатися на ряд самостійних князівств, земля з другої половини XI століття ввійшла до Теребовлянського князівства, середини XII - Галицького, а з кінця XII до середини XIV ст. перебувала у складі Галицько-Волинської держави.
З 1241 по 1349 рік над краєм тяжів гніт Золотої Орди. Пізніше було захоплення угорськими феодалами, потім - волоськими воєводами. Молдавські господарі видають велику кількість грамот, у яких повідомляється про подарунки чи продаж земельних володінь. Саме в цей період вперше документально згадується село Лукавці.
1428, лютий 16, Сучава: Олександр Добрий закріплює за Юрієм, Козьмою і їхньою сестрою Модриною, діти Стана Лукавецького, а потім Семеону, Кості, Діоніну і Сандру, діти Сербка, їх маєтки у Лукавцях і Панці з Міхідрою (Т.Балан «Буковинські(Документи». Т. III). А далі Лукавці часто згадуються в документах. З них видно, що село стає об’єктом купівлі та продажу, суперечок за землю. В 1490-1492 pp. ним прокотилося повстання під проводом Мухи.
В 1514 році Буковина потрапила у васальну залежність від Туреччини. Це був один з найтяжчих періодів в історії буковинців.
Після чергової Російсько-Турецької війни (1768-1774 pp.) Буковина відійшла до Австрії.
З повідомлень того часу дізнаємося, що край мав нужденний вигляд. Часті неврожаї спричиняли недоїдання. У 1806 році населення Вижницького повіту голодувало. Тоді ж у Садгорі відбувся ярмарок, гроші від якого пішли на допомогу населенню що голодує. В австрійський період на території села поселяються старообрядці - липовани, поляки, німці. Люди багатьох національностей мирно співіснують, зберігаючи кожен свою релігію, звичаї та культуру.
З 1816 року жителі села починають домагатися у влади дозволу і допомоги на будівництво школи. 25 листопада 1816 року громада написала листа, який підписав Василій Василько, з проханням збудувати школу у Лукавцях.
Важким випробуванням для жителів Лукавців стала Перша світова війна: багато чоловіків було забрано на війну, бої точилися безпосередньо на території села.
З 1918 до 1940 року у краї панували румуни. Проводилася насильницька румунізація. Багато луківчан емігрували до Америки.
Правда, у Лукавцях шкіл не поменшало, але навчання велося виключно румунською мовою. Старожили І. Бойчук, І. Микитюк, П. Бойко згадували, що вчителі були дуже строгі, водночас вони розуміли учнів: навчаючи їх румунською, намагалися пояснити дітям і українською мовою. Ще й сьогодні в селі з любов'ю й повагою згадують про вчителів Олександра Цопу, Єлизавету Цопу, Миколу Тараса, Кароля Пташка, Петра Проданика (уродженця села Лукавці), Петра Ісака.
Значне місце на ниві розвитку шкільництва у селі Лукавці належить учителю, громадсько-культурному діячеві Лесеві Киселиці.
16 квітня 1884 року в родині Івана Киселиці народився син Олексій. Сім'я була багатодітна - чотири сини й дві доньки. У цій шанованій в селі родині завжди в пошані була книга, наука. З-поміж шести дітей освіту здобув лише Олексій. Закінчивши Чернівецьку учительську гімназію, він стає учителем. Трудову діяльність розпочав у мальовничому буковинському селі Мамаївці. Згодом працював редактором видавництва «Дитяча бібліотека» товариства «Українська школа» у Чернівцях. Тут з його участю видається багато літератури українською мовою. У Чернівцях він займається перекладацькою роботою. Досконало володів декількома мовами: німецькою, французькою, румунською, латинською.
У 1911-1922 роках працював директором Берегометської народної школи, а також, на громадських засадах, зокрема головою «Читальні» в Берегометі. Звідси його забирають на фронти Першої світової війни. Повернувшись, продовжує учителювати, але румунська влада забороняє займатися улюбленою справою. Олексій Іванович був змушений у Бухаресті скласти екзамени румунською мовою і лише після цього одержав право навчати буковинських дітей. Педагогічну роботу продовжує в рідному селі В. Лукавці, На той час тут ще не було збудовано приміщення школи. Діти навчалися у найманих будинках. Були роки, коли громада не мала коштів, щоб найняти приміщення, тоді Олексій Киселиця навчав дітей у власному будинку, формував у них дух українства. У важкий час гоніння всього національного він читав дітям твори українських письменників, відзначав Шевченківські дні. Колишні учні, нині старші люди в селі, з великою вдячністю і любов'ю згадують слова учителя.
З 1945 року і до кінця своїх днів навчав дітей німецької мови та завідував сільською бібліотекою у В. Лукавцях, яка була створена ним на основі власної бібліотеки і рахувалася найкращою в краї. На окреме слово заслуговує і дружина Олексія Івановича - Аделаїда, з роду Зибичинських, яка також була вчителькою, доброю до дітей, і українською патріоткою. У сім'ї Киселиці виховувалося троє дітей: донька Одарка - надалі заслужений художник України, донька Орися - дружина буковинського поета Ореста Масікевича. Син Тарас навчався у Берліні (трагічно загинув). Вся родина Киселиців самовіддано служила рідній Україні.
У 1940 році у краї була встановлена радянська влада. Люди одержали можливість мати безоплатне медичне обслуговування та навчання рідною мовою.
5 липня 1941 року наш край загарбали війська фашистської Румунії. Друга румунська окупація (1941-1944 pp.) була ще важча, ніж перша. Відбувалася румунізація українського населення. Румуни забирали чоловіків призовного віку в робочі загони, масово вбивали місцевих євреїв, радянських активістів. У 1944 році під натиском Червоної Армії населені пункти краю були очищені від ворога. Друге повернення радянської влади принесло репресії. Попри все, у ці роки все ж сприяли розвитку освіти, поліпшенню медичного обслуговування, розвиткові промисловості та сільського господарства, їх технічному оснащенню.
Село Лукавці славне тим, що, чи не єдине у краї, дало за свою історію двох парламентарів - Миколу Василька та Василя Біденого. Тут народилися та обрали життєву стежину голова Вижницької райдержадміністрації Василь Миколайович Ткачук та голова Путильської РДА Василь Танасійович Сафроняк.
З 1991 року село - у складі Незалежної України. Відбуваються повільні зміни у свідомості селян. Вони відмовляються від колективного ведення господарства. У школі зникає російська мова та література як предмет. У 2012 році у селі організована громада УПЦ КП. У 2014 році була побудована капличка і того ж року почалося будівництво храму Святого Архангела Гавриїла, який з 2018 року перейшов у підпорядкування УПЦ (ПЦУ).

## Населення
Згідно з переписом УРСР 1989 року чисельність наявного населення села становила 2475 осіб, з яких 1126 чоловіків та 1349 жінок.
За переписом населення України 2001 року в селі мешкали 2603 особи.

### Мова
Розподіл населення за рідною мовою за даними перепису 2001 року:
| Мова            | Кількість | Відсоток |
| --------------- | --------- | -------- |
| українська      | 2581      | 98.96%   |
| російська       | 19        | 0.72%    |
| білоруська      | 2         | 0.08%    |
| румунська       | 2         | 0.08%    |
| болгарська      | 1         | 0.04%    |
| інші/не вказали | 3         | 0.12%    |
| Усього          | 2608      | 100%     |

## Пам'ятки

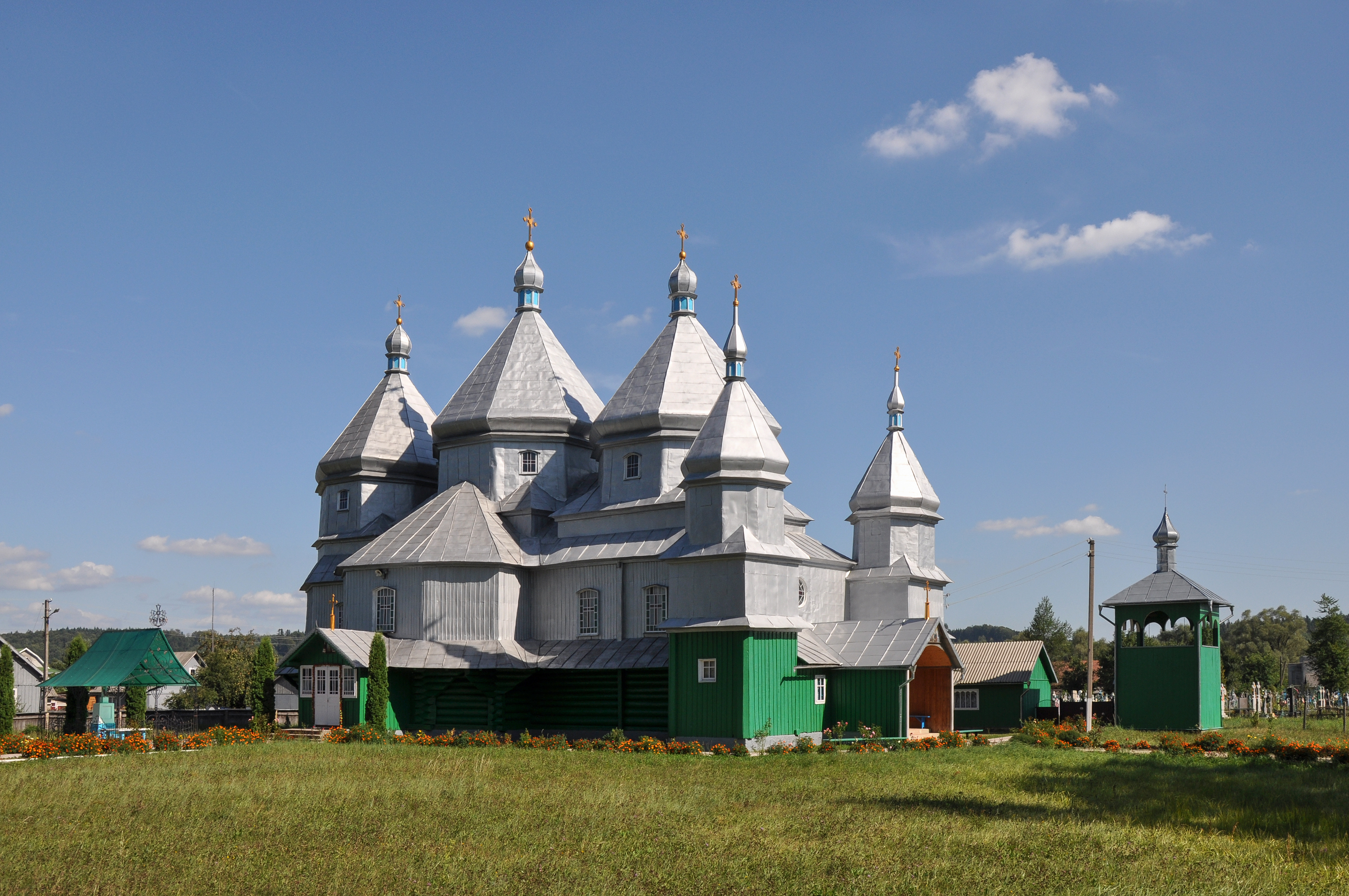
Дерев'яна церква св. Миколая

- Церква св. Параскеви (1898), згоріла в ніч на 15 квітня 2020 року.
- Церква св. Миколая (1902)

## Персоналії

### Народилися
- Бідений Василь Костянтинович — народний депутат України 1-го скликання.
- Бойчук Тарас Миколайович — професор, ректор Буковинського державного медичного університету з листопада 2010 року.
- Василько Микола Миколайович — український громадсько-політичний діяч, професійний дипломат, представник роду українських землевласників із Північної Буковини.
- Гушкевич Юрій Петрович (нар. 1956) — український живописець.
- Киселиця Лесь (1884—1950) — український педагог, громадський діяч.
- Сулима Сергій Богданович (нар. 1958) — журналіст, редактор. Закінчив філологічний факультет Чернівецького держуніверситету. Працював заступником редактора чернівецької газети «Час», нині — головний редактор газети «Час-2000», власний кореспондент газети «Голос України» по Чернівецькій області.
- Хома Дмитро Миколайович — заслужений артист України.

### Померли
- Яценко Іван — референта СБ Буковинського окружного проводу ОУН.

### Поховані
- Киселиця Одарка Олексіївна — Заслужений художник України, лауреат Літературно-мистецької премії імені Сидора Воробкевича.